# Anuraeopsis wulferti
Anuraeopsis wulferti är en hjuldjursart som beskrevs av Fusa Sudzuki H. 1998. Anuraeopsis wulferti ingår i släktet Anuraeopsis och familjen Brachionidae. Inga underarter finns listade i Catalogue of Life.